# Věžky
Věžky (deutsch Weczek, 1939–1945 Weschek) ist eine Gemeinde in Tschechien. Sie liegt sieben Kilometer nordöstlich von Morkovice-Slížany und gehört zum Okres Kroměříž.

## Geographie
Věžky befindet sich im Nordosten des Litentschitzer Hügellandes im Tal des Baches Věžecký potok. Nördlich erhebt sich der Kozlov (350 m), im Süden der Troják (396 m) und die Hambalky (374 m), westlich die Čizová (363 m) und Hájky (348 m) sowie im Nordwesten die Štátula (307 m).
Nachbarorte sind Křenovice und Kovalovice im Norden, Bojanovice, Zlobice, Lutopecny und Kroměříž im Nordosten, Sobělice und Popovice im Osten, Rataje, Šelešovice und Nětčice im Südosten, Zborovice und Medlov im Süden, Srnov und Tetětice im Südwesten, Uhřice im Westen sowie Dřínov, Vlčí Doly und Vitčice im Nordwesten.

## Geschichte
Die erste schriftliche Erwähnung des Dorfes Wezek erfolgte 1348 als Besitz des Vladiken Jenczik de Wezek. Das Geschlecht, das sich auch de Wezka nannte, hielt das Gut bis 1466. Danach wechselten die Besitzer häufig, zu ihnen gehörten die Geschlechter Stojan von Přestavlky, von Zástřizl und die Podstatský von Prusinovice. In dieser Zeit fiel auch die Feste wüst. 1527 wurde das Dorf als Wezeczky und 1561 als Věžecký bezeichnet. Zu Beginn des 17. Jahrhunderts ließ Václav Jindřich Přepyský von Rychnburk die Feste wiederherstellen und machte sie zu seinem Wohnsitz. Er kämpfte während des Ständeaufstandes auf Seiten der Aufständischen. Seine Witwe verkaufte das Gut im Jahre 1638 und zwei Jahre später wurde die Feste letztmals erwähnt. Die Brüder Antonín und Leopold Josef de Vajay, die das Gut 1747 erwarben, ließen anstelle der wüsten Feste einen barocken Herrenhof errichten. Im Jahre 1751 wurde das Dorf als Wisky bzw. Wiežek bezeichnet. 1786 verkauften die Herren de Vajay das Gut an die Freiherrn von Weißenburg. Bis zur Mitte des 19. Jahrhunderts blieb Wežky ein selbständiges Allodialgut.
Nach der Aufhebung der Patrimonialherrschaften bildete Wežky / Weska ab 1850 eine Gemeinde in der Bezirkshauptmannschaft Kroměříž. Im Jahre 1863 verkaufte die Familie von Weißenburg das Gut für 320.000 Gulden an die Großindustriellen Abraham Popper, Moritz Redlich und Jonas Friess. Der Anteil von Abraham Popper und Moritz Redlich ging nach deren Tode hälftig an Theodor und Gustav Redlich über, die beide in den Adelsstand erhoben wurden. Im Jahre 1907 wurde ein neues Schulhaus eingeweiht. Ab 1872 trug die Gemeinde den Namen Vežky und seit 1924 wird sie als Věžky bezeichnet. Am 22. August 1944 stürzte einen knappen Kilometer östlich des Dorfes nach einem Luftkampf ein US-amerikanisches Jagdflugzeug ab. Nach dem Ende des Zweiten Weltkriegs wurden die Güter von Otto und Felix von Redlich enteignet und parzelliert. Im Jahre 1961 wurde Vlčí Doly eingemeindet. Im August 1994 wurde ein 50 Jahre zuvor abgestürztes US-amerikanisches Jagdflugzeug ausgegraben. Seit 1996 führt die Gemeinde ein Wappen und Banner.

## Gemeindegliederung
Die Gemeinde Věžky besteht aus den Ortsteilen Vlčí Doly (Wlczidol, 1939–1945 Wolfsgruben) und Věžky (Weczek).

## Sehenswürdigkeiten
- Schloss Věžky mit Schlosspark, der eingeschossige klassizistische Bau entstand in der Mitte des 19. Jahrhunderts an Stelle eines kleinen Barockschlosses als Sitz der Freiherrn von Weißenburg. Im Park befindet sich eine 280-jährige Platane; der 28 Meter hohe Baum hat einen Stammumfang von 5,97 m.
- Kirche der hl. Elisabeth, der Neorenaissancebau entstand auf Veranlassung von Gustav Redlich und wurde 1904 geweiht. Unter der Kirche befindet sich die Familiengruft der Familie von Redlich.
- Gedenkstein für den US-amerikanischen Piloten James Hoffman, errichtet 1994
- Kapelle in Vlčí Doly